# خلوات البياضة
خلوات البياضة أو المحل الأزهر الشريف كما يُطلق عليه المشايخ الدروز؛ هي إحدى القرى اللبنانية من قرى قضاء حاصبيا في محافظة النبطية. وهي معقل طائفة الموحدون الدروز وأكثر الأماكن المُقدسة بالنسبة لهم. توصف الخلوات في أحاديث المشايخ الدروز بأنّها «المحلُ الأزهر الشريف» بالنسبة للطائفة. تضم خلوات للعبادة لمختلف العائلات الدرزية في لبنان وسوريا والأردن وفلسطين التاريخية؛ اسمُ «البياضة» هو اسمٌ أُطلق على المكان إذ اعتبره المشايخ الدروز مكاناً يُبيضُ القلب ويطهره.
تقع خلوات البياضة في مكانٍ مُرتفع مُشرقةً على جبالِ الجليلِ الأعلى في أراضي فلسطين التاريخية من جهةِ الجنوب وهي مُشرفةٌ على جبالِ لبنان حتّى البحر المتوسط غرباً وتُشرف شرقاً على سهل البقاع وجبل الشيخ.

## الخلوات
الخلوة هي مكان يخلو به أبناء وبنات الموحدون من اجل القيام بالفروض الدينية بعزلة عن العامة، يأتيها المؤمنون كل ثلاثاء للتأمل الروحي.  بُنيت في البداية كخلوة واحدة للشيخ سيف الدين شُعيب أحد مشايخ حاصبيا الأجلاّء وذلك قبل أكثر من ثلاثمائة سنة يتألف الموقع من حوالي 50 خلوة اقدمها خلوة الشيخ أبو علي حسين شجاع.

## تاريخ الخلوات
قُرابة عام 1650 طلب أهالي حاصبيا تعليم أبنائهم وتهذيبهم بما يتناسبُ مع مُعتقداتهم وكان المُعلم الذي طالبه الأهالي هو الشيخ سيف الدين شُعيب؛ ولأجل ذلك طلب الشيخُ سيف الدين مدّ يد العون لبناءِ مجلس دراسي على أرضٍ يملكها في سفحِ تلّةٍ تبعد 150 مترًا عن مجلسٍ كان يُستخدم للتعليم الديني بجنوبِ حاصبيا، وبنى بها بئراً للماء وبدأ بتعليم كلِّ من قصده من أبناء الطائفة.
بعد وفاة الشيخ سيف الدين خلفهُ في الإشراف على الخلوة الشيخ جمال الدين الحمرا وهو من قرّر نقل الخلوة لقمّةِ الرابية وبنى الخلوات حولها ليكون مكانًا واسعًا لكلِّ من أراد الإعتزال والإنصراف للعبادة. والخلوات تتوسّع بشكل شبه مستمر إذ يقوم الدروز ببناءِ أماكن جديدة ليتسع المكان لكلِّ قاصديه: تبلغ مساحتها اليوم حوال عشرة كيلومترات مربعة ويحيط بمجلسها الكبير حوالي 50 خلوة.

## الابنية
المجلس الحالي عبارة عن بناء متواضع مربع الشكل على قدر كبير من البساطة، وتبلغ مساحته 700 متر مربع. بُني في المرة الأولى أواخر القرن السابع عشر، ثم جُدّد بناؤه منتصف القرن التاسع عشر. القسم الأكبر منه مجلس للعبادة يتّسع لنحو 500 متعبّد، يتّصل من الجهة الجنوبية الغربية بقاعة متوسطة الحجم مخصّصة لاجتماع النساء في أثناء الصلاة، ويفصل بينهما جدار سميك يتخلّله بعض الفتحات الصغيرة. أروقته المحيطة به تظللها القناطر العربية الطراز. أما فرشه فمن السجاد والبسط وبعض الأغطية الصوفيّة. تبلغ الفسحات المحيطة به نحو ألفي متر مربع تتوسط الجهة الجنوبية منها دائرة من الحجر المنحوت يتجاوز قطرها العشرة أمتار، تُستعمل للجلوس والمذاكرة عند الغروب. ومن الخلوات في البيّاضة ما هو ذُرّي لعائلات، ومنها ما خُصّص للمناطق مثل خلوات جبل العرب في سوريا، وخلوات فلسطين التي شُيّدت منذ ما يزيد على 170 سنة، وخلوة جبل لبنان.

## مواقع خارجية
- معلومات عن البلدة على موقع لوكاليبان